# Condylognatha
Condylognatha je nadred insekata.